# Asociación de Naturalistas del Sureste
La Asociación de Naturalistas del Sureste (ANSE) es una organización social sin fines lucrativos, autónoma e independiente. Sus fines son la divulgación, estudio y conservación del Medio Ambiente en el sureste español (principalmente en las provincias de Alicante, Almería y Murcia).

## Historia y Funcionamiento
ANSE fue fundada en 1973, siendo la asociación ecologista y naturalista más antigua de las provincias de Alicante y Murcia, y la cuarta de España. Tiene su sede social en Murcia, y cuenta con sede y centro de trabajo en Cartagena. El ámbito de actuación de esta organización es nacional, aunque su actividad se centra principalmente en el sureste ibérico. Durante los últimos años también ha desarrollado trabajos en el norte de África y otros puntos del Mediterráneo.
ANSE cuenta con varios centenares de socios que contribuyen, mediante el pago de una cuota anual, a su mantenimiento. Así mismo, en la actualidad también cuenta con decenas de colaboradores y voluntarios.

## Actuaciones
Desde hace más de 45 años, ANSE lleva a cabo campañas de:
- Defensa y protección del medio ambiente. ANSE lleva a cabo campañas de defensa en áreas naturales, proyectos de protección y de especies silvestres amenazadas, control de los efectos contaminantes en fauna y flora, denuncia de las infracciones observadas a las leyes de protección de flora y fauna silvestres, estudio y defensa de hábitats o ecosistemas, como el litoral, la huerta, los ríos y un largo etcétera. Por ejemplo en áreas como el Mar Menor, el río Segura, o más recientemente en el parque regional de Cabo Cope y Puntas de Calnegre, el Cabezo Negro de Zeneta y la oposición a la Ley del Suelo.[1] Asimismo, gestionan reservas[2] y proyectos de custodia[3] con proyectos que abarcan desde la reintroducción de la tortuga mora o recuperación de cultivos tradicionales hasta censos de aves, entre otros.
- Investigación. ANSE también realiza numerosas actividades de investigación cuya aportación científica es necesaria a la hora de reclamar la protección de determinados espacios naturales o especies silvestres, de las que es necesario conocer sus situación, población, localización y otros datos para elaborar propuestas sobre protección. Anillamiento de pájaros con fines científicos, estudios sobre enfermedades de animales, atlas de distribución de especies de la flora o la fauna,  censos de aves y reptiles, análisis y trabajos de laboratorio o toma de muestras.
- Divulgación. La divulgación de los valores ecológicos y naturales y la concienciación ciudadana sobre la necesidad de protegerlos es llevada a cabo en ANSE a través de la edición de material gráfico y editorial, publicaciones, chalas y coloquios, denuncias ante la opinión pública a través de los medios de comunicación, `preparación de medios audiovisuales, actividades con centros educativos y otros colectivos. Actividades como el Día mundial de las Aves, organización de voluntariados, charlas, el Parque de Energías Renovables, etc.[4]

### Proyecto Fluviatilis
Fluviatilis busca promover la gestión compartida de los ríos y sus riberas y avanzar en la integración y participación de las Administraciones Públicas, los sectores económicos y la ciudadanía en general.

### Proyecto GePescArt
El proyecto Pesca artesanal para la gestión de humedales costeros y especies de interés pesquero (GePescArt) pretende ampliar la información disponible sobre la distribución local, la biología y la ecología de especies sensibles de interés pesquero, destacando la anguila europea y las diferentes especies presentes de mújol, así como de algunas amenazas a las que se enfrentan en humedales litorales protegidos. Además, busca hacer frente y reducir la incidencia de alguna de las problemáticas a través de actuaciones demostrativas con el apoyo de métodos de pesca tradicional, sensibilización, participación social y propuestas de gestión.

### Proyecto #MirandoAlTendido
Iniciativa ciudadana para el seguimiento de la mortalidad de aves por electrocución en la Región de Murcia. El proyecto pretende detectar muertes por electrocución de aves en tendidos eléctricos.

### Proyecto LIFECerceta Pardilla
Tiene como objetivo recuperar 3.000 ha de humedales para tratar de revertir el riesgo de extinción del pato más amenazado en Europa.

### Proyecto Murciélago patudo
Evaluación del estado de conservación del murciélago ratonero patudo (Myotis capaccinii) en el sureste ibérico. El murciélago ratonero patudo es la única especie de quiróptero ibérico considerado como "En Peligro de Extinción" dentro del Catálogo Nacional de Especies Amenazadas.

### Proyecto Canastera[5]
Desde 2003 ANSE lleva realizando labores de seguimiento y conservación de la especie en zonas de agricultura intensiva del Campo de Cartagena, gracias a la colaboración con agricultores.

### Proyecto LIFEConservación de Larus audouinii en España. Isla Grosa (Murcia)(2004-2007)[6]
ANSE ha participado asimismo, junto con la Consejería de Medio Ambiente de la Región de Murcia en el proyecto LIFE Conservación de Larus audouinii en España. Isla Grosa (Murcia) (2004-2007) cuyo objetivo era reforzar la población de gaviota de Audouin (Larus audouinii) en isla Grosa y garantizar su conservación. En esta isla se encuentra la tercera colonia más grande del mundo de esta gaviota, catalogada como globalmente amenazada (SPEC1) por el Species of European Conservation Concern, y es por lo tanto, de conservación prioritaria en Europa.